# Christina Kalčevová
Christina Kalčevová (bulharsky Христина Калчева; * 29. května 1977, Alexin, Tulská oblast) je bývalá bulharská atletka, jejíž specializací byl skok do výšky.
V roce 1998 neprošla na evropském šampionátu v Budapešti kvalifikací. O rok později zaznamenala největší úspěch své kariéry, když na halovém MS v japonském Maebaši vybojovala zlatou medaili. Ve finále si vytvořila výkonem 199 cm osobní rekord. Stříbrnou medaili tehdy získala Zuzana Hlavoňová, která překonala napoprvé 196 cm. V roce 2000 reprezentovala na letních olympijských hrách v Sydney. V kvalifikaci však na výšce 180 cm třikrát neuspěla a skončila bez platného pokusu.

## Osobní rekordy
- hala – 199 cm – 5. března 1999, Maebaši
- venku – 199 cm – 16. květen 1998, Sofie